# راک بند ۴
راک بند ۴ (انگلیسی: Rock Band 4) یک بازی ویدئویی موزیک ویدئو است که توسط هارمونیکس توسعه یافته و منتشر شده‌است. راک بند ۴ به بازیکنان اجازه می‌دهد نواختن هر گونه ترانه‌ای از هر ژانر یا زمانی را شبیه‌سازی کنند. این بازی در ۶ اکتبر ۲۰۱۵ برای پلی‌استیشن ۴ و اکس‌باکس وان منتشر شد.